# Finlay
A Finlay (ejtsd: finléj) egy 402 km hosszú folyó Kanada Brit Columbia tartományában. A Thutade-tótól ered és a Williston-tóba torkollik, mely a Peace-folyón kialakított gát és erőmű következtében keletkezett. A Finlay vízgyűjtő területe: 43 000 km², másodpercenként 600 köbméter a hozama.
Mivel a folyó a tartomány távoli, alig lakott területein folyik, csak kis települések találhatók a folyó mellett, mint például Fort Ware, ahol kanadai őslakosok élnek (260 lakos). A folyó John Finlay felfedezőről kapta a nevét, aki 1797-ben errefelé utazott. A folyó az 1858-ban létesített egykori brit gyarmat, Brit Columbia északi határa volt.

## Főbb mellékfolyói
- Ospika (ez a folyó közvetlenül a Williston-tóba torkollik)
- Ingenika
- Warneford
- Fox
- Toodoggone
- Firesteel